# Departament de Banda Ampla, Comunicacions i Economia Digital
El Departament de Banda Ampla, Comunicacions, i Economia Digital (en anglès Department of Broadband, Communications and the Digital Economy) va ser un departament (de nivell ministerial) del Govern d'Austràlia. El citat departament va ser instituït l'any 2007 i dissolt l'any 2013. Les seves funcions van ser assumides pel llavors creat Department of Communications d'Austràlia.
Aquesta estructura jeràrquica de govern va tenir al seu càrrec la responsabilitat del desenvolupament de la banda ampla (en anglès: broadband) a Austràlia, i en general de tot sector de les comunicacions en aquest país (incloent els serveis a través de senyals de radi i televisió), i de manera que aquest desenvolupament fos sostenible i convenient, promovent l'economia digital i la competitivitat en amplis sectors, en benefici dels australians.

## Funcions operatives
En l'Ordre de Disposicions Administrativa del 3 de desembre de 2007, les funcions del departament van ser classificades en els següents assumptes:
- Polítiques i programes de banda ampla
- Política postal i de telecomunicacions
- Política de gestió de l'espectre radioelèctric
- Política de difusió radioelèctrica
- Política nacional sobre publicacions relacionades amb l'economia digital (en anglès: digital economy)
- Política de continguts relacionats amb l'economia de la informació (en anglès: information economy)